# Matthäus Judex
Matthäus Judex, nom latinisé de Matthäus Richter, né le 22 septembre 1528 à Dippoldiswalde en Saxe et mort à Rostock le 15 mai 1564, est un théologien et un réformateur protestant allemand.

## Biographie
Richter, malgré des origines modestes, peut suivre des études à Dresde, à Wittemberg et à Magdebourg  ; il est placé comme précepteur chez un avocat, qui l'envoie avec son fils à Wittemberg, en 1546. Il prit son grade de maître es arts dans cette université et retourna à Magdebourg, où il fut nommé professeur et prédicateur de l'église de Saint-Ulrich. En 1560, il fut appelé comme professeur de théologie à l'université d'Iéna. Ses opinions théologiques lui firent des ennemis qui le dépouillèrent de sa place; il se retira d'abord à Magdebourg, puis à Wismar ; élu, deux ans après, pasteur à Rostock, il tomba malade et mourut en arrivant à son nouveau poste.

## Œuvres
- Das kleine Corpus Doctrinae, das ist Die Hauptstücke und Summa christlicher Lehre für die Kinder, Rostock, 1564 ; l'ouvrage aura 23 rééditions en Allemagne jusqu'en 1599
- De typographiæ inventione et de prætorum legitima inspectione libellus brevis et utilis, Copenhague, 1566, in-8°.

Judex prit une large part à la composition des deux premières centuries de Magdebourg. Il était musicien, s'entendait fort bien en mathématiques, connaissait passablement l'astrologie et composait des vers en latin et en grec.

## Source
- (en) R. Kolb, « Matthaeus Judex's Condemnation of Princely Censorship of Theologians'Publications », Church History Chicago, vol. 50, no 4,‎ 1981, p. 401-414.
- (de) Helmar Junghans, « Judex, Matthias. », dans Neue Deutsche Biographie (NDB), vol. 10, Berlin, Duncker & Humblot, 1974, p. 639 (original numérisé). lire en ligne